# Cidade-fantasma

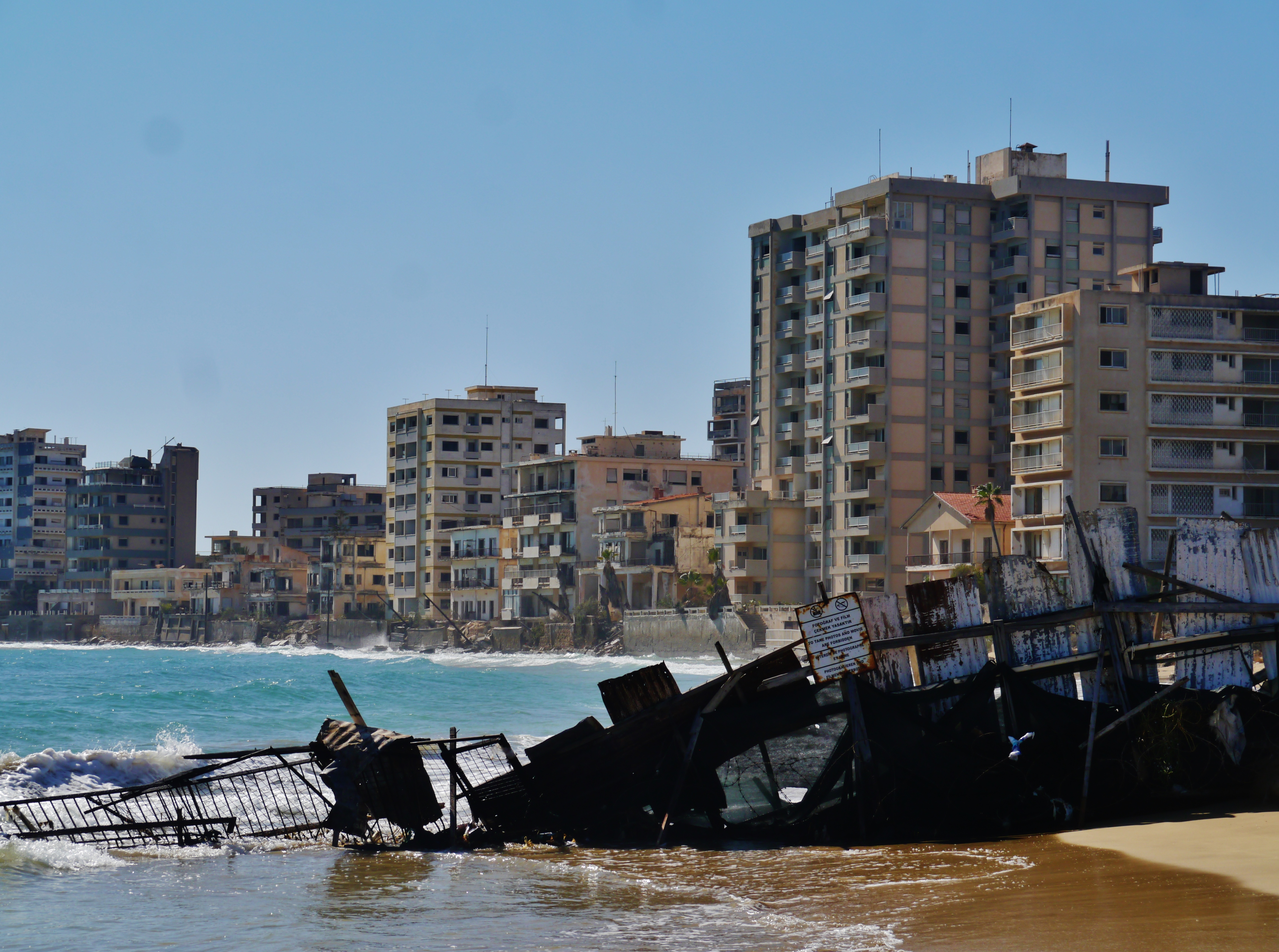
Cidade-fantasma de Varosha, no Chipre.

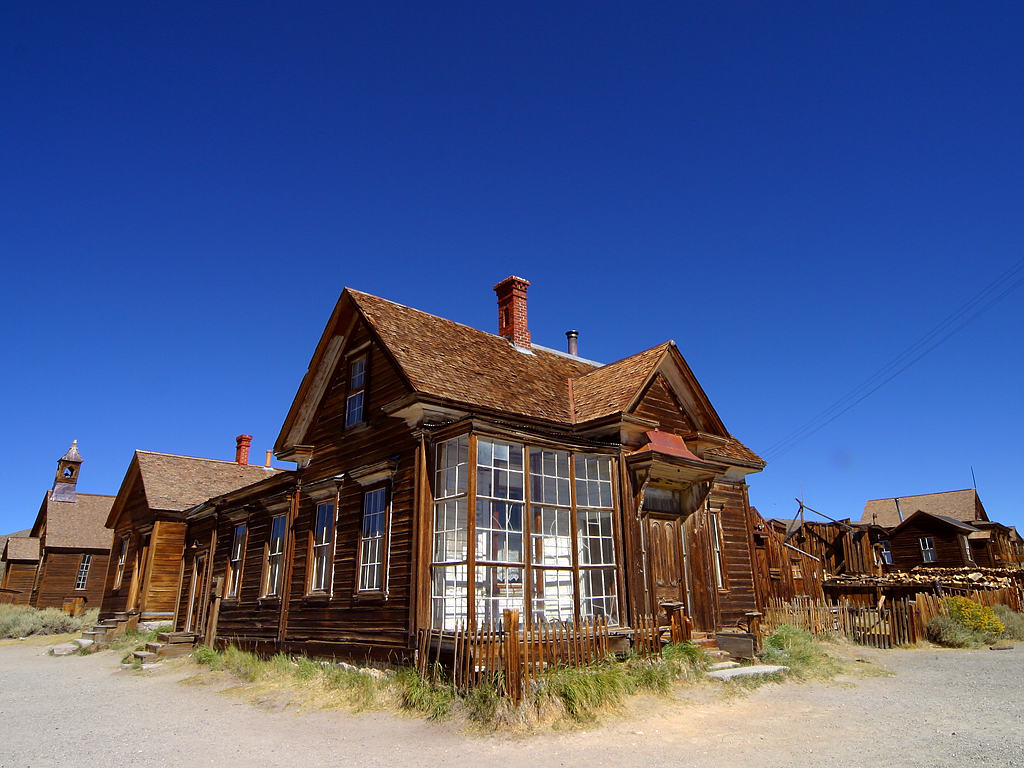
Esquina de Bodie, na Califórnia.

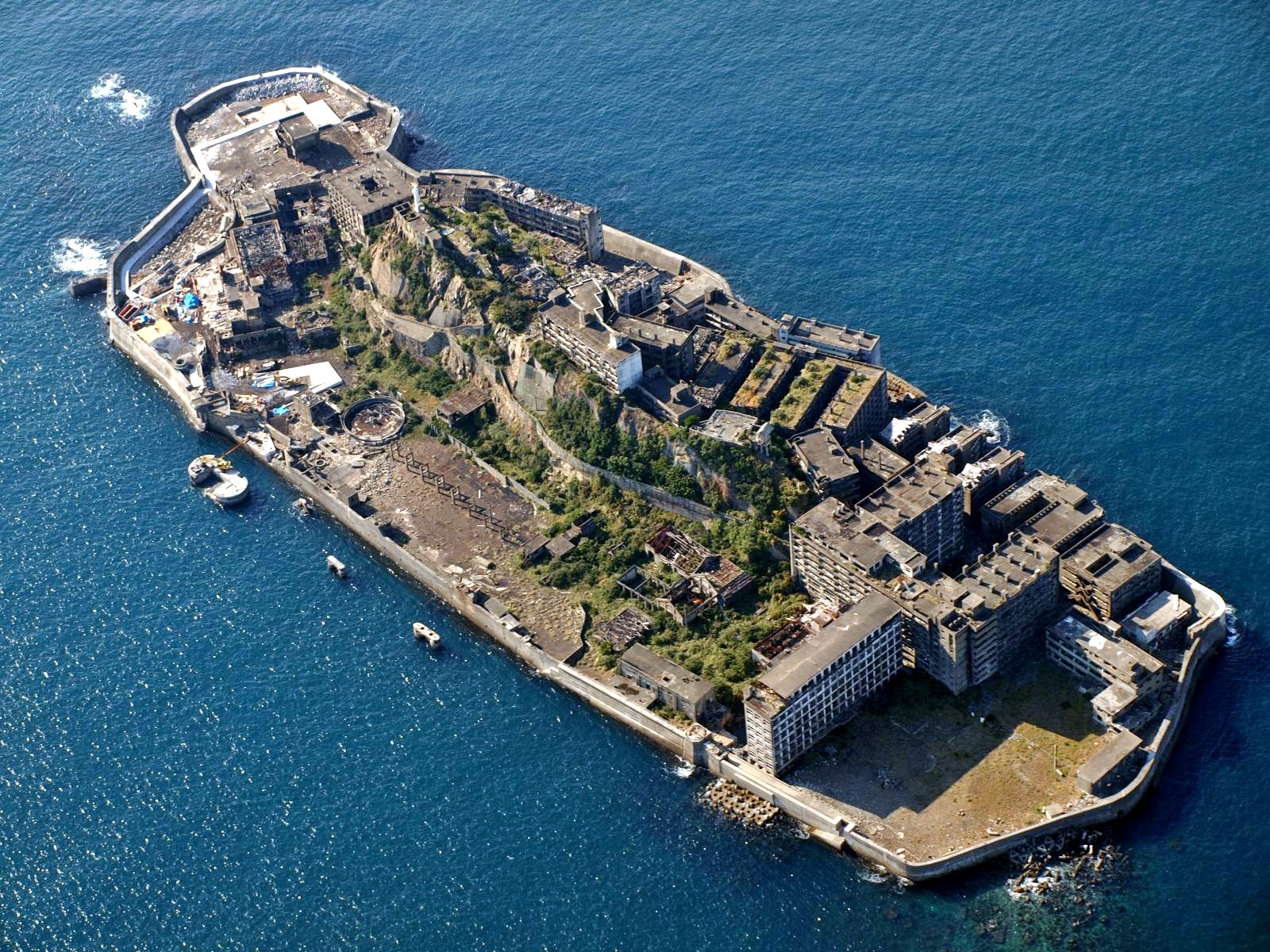
Ilha Hashima, no Japão.

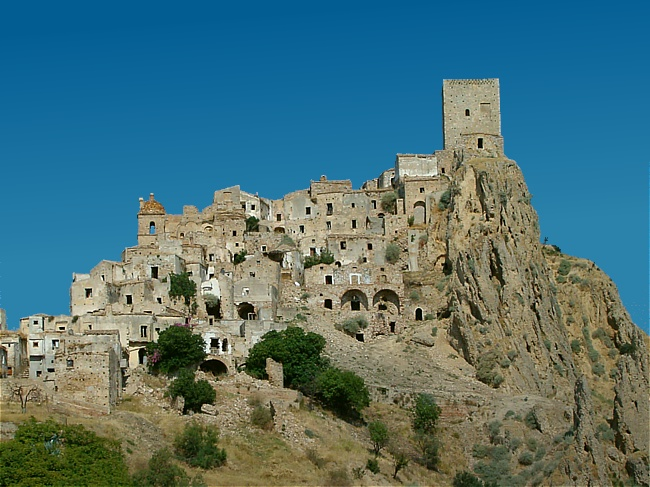
Craco, cidade-fantasma na Itália.

Uma cidade-fantasma geralmente é um assentamento urbano que contém construções e infraestruturas remanescentes visíveis substanciais, como estradas. Uma cidade geralmente se torna uma cidade-fantasma porque a atividade econômica que a apoiava cessou ou por conta de desastres da natureza ou causados por humanos, como inundações, secas prolongadas, depressão econômica, ações do governo, ilegalidade descontrolada, guerra, poluição ou desastres nucleares. Às vezes, o termo pode se referir a cidades e bairros e ainda povoados, mas significativamente menos que em épocas anteriores; por exemplo, aqueles afetados por altos níveis de desemprego.

## Razões de abandono

### Problemas econômicos
A cidade de Ordos, localizada na Mongólia Interior, região autônoma da República Popular da China, foi projetada e construída no início do século XXI para abrigar uma população de mais de 1,3 milhão de habitantes, porém, por problemas decorrentes de financiamentos imobiliários, os moradores regionais preferiram outros centros urbanos ou permaneceram em suas residências rurais e somente 2% de suas construções foram comprados, tornando-se na maior cidade-fantasma chinesa.
Idealizada para ser uma base de extração de carvão e alojar operários e trabalhadores da empresa Mitsubishi, foi construída em 1890 a Ilha Hashima. A cidade ilha chegou a abrigar 5.259 moradores e a partir da década de 1960, começou a ser abandonada, pelo fato de o carvão ser substituído pelo petróleo. Seu esvaziamento total ocorreu em 1974 e atualmente é uma cidade completamente abandonada em pleno alto mar.
O vilarejo Johnsonville, em Connecticut, foi fundado em 1842 e tornou-se o centro da indústria têxtil do estado. Em 1965, foi comprado por Raymond Schmitt, que transformou em um parque temático, mantendo as construções históricas e implementando uma cachoeira, sendo assim, o local serviu de cenário para filmes e videoclipes. Em 1994, o empresário se desentendeu com autoridades locais e fechou o vilarejo. Em 2014, o vilarejo foi leiloado, via internet.
O vilarejo brasileiro de Velho Airão, em meio à Floresta Amazônica, foi fundado em 1694 e depois da Segunda Guerra Mundial perdeu importância comercial através de sua riqueza: a borracha. Atualmente habitado por pouquíssimas pessoas, suas ruínas atraem turistas de todo o mundo para verificarem um dos símbolos da decadência do Ciclo da borracha.
Fordlãndia, foi um projeto agroindustrial do empresário norte-americano Henry Ford em 1927, que emprestou o nome ao atual distrito de paraense de Aveiro (estado brasileiro do Pará), em uma vasta área de terras adquirida através da empresa Companhia Ford Industrial do Brasil. Foi oficialmente encerrado em 1945, sendo a partir de então conhecido pela metáfora cidade fantasma, após os funcionários abandonarem os galpões e o maquinário que se encontram inutilizados devido falhas no projeto.

### Desastres
Craco, na Itália, é um centro de origem antiga. Provavelmente foi fundada por colonos gregos e a estrutura do centro histórico remonta ao período normando. O nome vem do latim "Graculum" que significa "pequeno campo arado". Em torno dos anos setenta, a cidade foi evacuada devido a um deslizamento de terra. Hoje Craco é um famoso set de filmagem. A cidade-fantasma é um dos cenários de filmes como A Paixão de Cristo de Mel Gibson, The Nativity Story de Catherine Hardwicke, 007 - Quantum of Solace de Marc Forster e da telenovela O Rei do Gado de Benedito Ruy Barbosa.
A cidade de Chernobyl, na Ucrânia, teve o seu destino transformado a partir o dia 26 de abril de 1986, quando ocorreu o acidente nuclear em um dos reatores da usina local. Com um nível altíssimo de radioatividade gerado pelo desastre, toda a sua população foi evacuada e suas ruas transformaram-se, pela eternidade, numa cidade-fantasma.